# Йейтс, Фрэнсис
Дама Фрэ́нсис Аме́лия Йейтс (англ. Frances Amelia Yates; 28 ноября 1899, Саутси, Хэмпшир — 29 сентября 1981, Сербитон, Суррей) — британо-английский историк культуры Возрождения.

## Жизнь и исследования
Из англиканской семьи, отец — инженер-кораблестроитель. С 1937 года работала в Варбургском институте при Лондонском университете. Гибель брата в мировой войне укрепила её неприязнь к националистическим идеологиям.
Основная исследовательская тема Йейтс — способы поддержания и передачи традиций в культуре, механизмы их синтеза и переработки в переходную эпоху Возрождения. Отсюда её интерес к проблематике «искусства памяти» и потаённым учениям — эзотерическим, оккультным, герметическим, к таким фигурам, как Раймунд Луллий, Джордано Бруно, Джон Ди, Роберт Фладд, не говоря о Шекспире, который всегда оставался в центре её внимания. В вышедшей в 1969 г. работе «Театр мира» Йейтс смотрит на «публичные театры, включая „Глобус“, как на адаптации описанного Витрувием античного театра, созданные под влиянием идей Джона Ди, обращавшего их главным образом к среднему и ремесленному классам того времени».
Работы Йейтс, задавшие целое направление историко-культурных исследований, переведены на многие европейские языки. Она была награждена Орденом Британской империи (1972), а в 1977 году стала командором этого ордена.

## Научные труды
- John Florio: The Life of an Italian in Shakespeare’s England (1934)
- A Study of Love’s Labour’s Lost (1936)
- The French Academies of the Sixteenth Century (1947)
- The Valois Tapestries (1959)
- Giordano Bruno and the hermetiс tradition. — Chicago-London: The University of Chicago Press, 1964.
  - Джордано Бруно и герметическая традиция. — М.: Новое литературное обозрение, 2000. — 528 с. — ISBN 5-86793-084-X.
- The Art of Memory (1966, рус. пер. — 1997)
  - Искусство памяти. — СПб.: Университетская книга, 1997.
- Theatre of the World (1969)
  - Театр мира / пер. с англ. А. С. Дементьева. — М.: Издательство книжного магазина "Циолковский", 2019. — 448 с. — ISBN 978-5-6041822-1-5.
- The Rosicrucian Enlightenment. — London: Routledge and Kegan Paul, 1972.
  - Розенкрейцерское Просвещение. — М.-СПб.: Энигма, Алетейя, 1999. — 496 с.
- Astraea: The Imperial Theme in the Sixteenth Century (1975)
  - Астрея: Имперский символизм в XVI веке / пер. с англ. А. С. Дементьева. — М.: Издательство книжного магазина "Циолковский", 2020. — 416 с. — ISBN 978-5-6043673-7-7.
- Shakespeare’s Last Plays: A New Approach (1975)
  - Последние пьесы Шекспира: Новый подход // Новое литературное обозрение. — 1999. —№ 35. — С. 5—33.
- The Occult Philosophy in the Elizabethan Age (1979)
- Collected Essays. Vol. I. Lull and Bruno (1982)
- Collected Essays. Vol. II. Renaissance and Reform: The Italian Contribution (1983)
- Collected Essays. Vol. III. Ideas and Ideals in the North European Renaissance (1984)